# フィーヴァー2002 ライヴ・イン・マンチェスター
『フィーヴァー2002 ライヴ・イン・マンチェスター』(KylieFever2002: Live in Manchester)は、オーストラリアの歌手、カイリー・ミノーグが2002年にリリースしたライブ・ビデオ。発売元はEMI。
イギリス・マンチェスターで行った「フィーヴァー・ツアー」の模様を収録。

## 収録曲
| #   | タイトル                                                       | 作詞 | 作曲・編曲 |
| --- | -------------------------------------------------------------- | ---- | ---------- |
| 1.  | 「カム・イントゥ・マイ・ワールド」                             |      |            |
| 2.  | 「ショック!」                                                  |      |            |
| 3.  | 「ラヴ・アット・ファースト・サイト」                           |      |            |
| 4.  | 「フィーヴァー」                                               |      |            |
| 5.  | 「スピニング・アラウンド」                                     |      |            |
| 6.  | 「ザ・クライング・ゲーム（バラッド・セクション）」             |      |            |
| 7.  | 「GBI」                                                        |      |            |
| 8.  | 「コンファイド・イン・ミー」                                   |      |            |
| 9.  | 「カウボーイ・スタイル」                                       |      |            |
| 10. | 「キッズ」                                                     |      |            |
| 11. | 「オン・ア・ナイト・ライク・ディス」                           |      |            |
| 12. | 「ロコモーション」                                             |      |            |
| 13. | 「イン・ユア・アイズ（ラテン・セクション）」                   |      |            |
| 14. | 「タップダンシング・ジェディ」                                 |      |            |
| 15. | 「リンボー」                                                   |      |            |
| 16. | 「ライト・イヤーズ」                                           |      |            |
| 17. | 「ラッキィ」                                                   |      |            |
| 18. | 「今夜熱く燃えて」                                             |      |            |
| 19. | 「悪魔に抱かれて」                                             |      |            |
| 20. | 「熱く胸を焦がして（ブルー・マンデー・ミックス）」             |      |            |
| 21. | 「フィール・ザ・フィーヴァー・ドキュメンタリー（DVD-EXTRAS）」 |      |            |
| 22. | 「ギャラリー（DVD-EXTRAS）」                                   |      |            |
| 23. | 「プロジェクションズ（DVD-EXTRAS）」                           |      |            |